# Nejo
Nejo – miasto w Etiopii, w regionie Oromia.